# Still Smokin'
| Recensione | Giudizio |
| ---------- | -------- |
| AllMusic   | [ 1 ]    |

Still Smokin' è un CD della The Marshall Tucker Band, pubblicato dalla Cabin Fever Records nel 1992.

## Tracce
1. Frontline – 4:04 (Don Cameron, Rusty Milner)
2. Two Hearts Fallen – 3:32 (Tim Lawter, Doug Gray)
3. Tan Yard Road – 4:09 (Jerry Eubanks, Rusty Milner)
4. Full Moon Risin – 3:11 (Nick Pugliese)
5. Carolina Party – 2:54 (Doug Gray, Rusty Milner)
6. I Love You – 4:06 (Tommy Caldwell, Doug Gray, Rusty Milner)
7. Can't Take It Anymore – 4:42 (Doug Gray, Rusty Milner)
8. Driving You Out of My Mind – 4:06 (Tim Lawter)
9. Southern Spirit – 3:48 (Don Cameron)
10. Let Me Come Home – 3:09 (Rusty Milner)

Durata totale: 37:41

## Formazione
- Doug Gray - voce solista
- Jerry Eubanks - sassofoni, flauto, accompagnamento vocale
- Rusty Milner - chitarre, accompagnamento vocale
- Stuart Swanlund - chitarra slide, chitarra ritmica, accompagnamento vocale
- Don Cameron - tastiere, accompagnamento vocale
- Tim Lawter - basso, accompagnamento vocale
- David Allen - batteria

Musicisti aggiunti
- Jeff Ciampa - basso
- John Call - chitarra steel
- Pat Ankrum - congas
- Kay Harris - accompagnamento vocale, coro
- Cynthia Blair - accompagnamento vocale, coro